# Ставропольский радиотелецентр РТРС
Радиотелевизионный передающий центр Ставропольского края (филиал РТРС «Ставропольский КРТПЦ») — подразделение Российской телевизионной и радиовещательной сети, основной оператор эфирного цифрового и аналогового телевизионного и радиовещания в Ставропольском крае. Филиал обеспечивает 96,68 % населения Ставропольского края 20-ю цифровыми эфирными телеканалами и тремя радистанциями высокой чёткости в стандарте DVB-T2 без абонентской платы. Эфирную трансляцию в регионе обеспечивают 68 радиотелевизионных станций. До перехода на цифровое эфирное телевидение в районах Ставропольского края можно было принимать в среднем пять аналоговых программ.

## История
Начало XX века
В 1919 году была построена первая городская приемная радиостанция, а первым шагом в полноценной радиофикации Ставропольского края стало сооружение 70-метровой антенны.
10 апреля 1926 года - начало постоянных передач Ставропольской радиовещательной станции.
1940-е годы
В 1943 году по решению Исполкома Ставропольского краевого Совета депутатов трудящихся от 6 октября 1943 года № 1304 на территории площадью 4,2 га было начато строительство передающей широковещательной радиостанции РВ-124 мощностью 10 кВт. Строительством занималось краевое управление Наркома.
В 1945 году на основании приказа Народного комиссариата связи СССР от 28 декабря был составлен акт о приёме в постоянную эксплуатацию радиовещательной станции РВ-124 в Ставрополе.
1950-е годы
В 1955 году была построена первая радиовещательная станция в Ставрополе. Этот год принято считать годом образования Ставропольского радиотелецентра. В 1955 году Ставропольская радиовещательная станция РВ-124 была реорганизована в Ставропольский краевой радиоцентр (приказом министра связи от 11 января 1955 года № 21). Радиоцентр транслировал центральные и местные радиопрограммы.
В 1956 году Министерство связи приступило к проектированию ретрансляционной станции в Ставрополе и радиорелейной линии Ставрополь — Пятигорск. В конце 1956 года началось строительство Пятигорского телевизионного центра. Передающая ультракоротковолновая радиостанция с телебашней высотой 100 м была установлена на горе Машук.
18 ноября 1958 года в регионе началось телевизионное вещание. В эфире впервые появился сигнал Пятигорской УКВ-радиостанции на горе Машук.
1960-е годы
В 1963 году введена в эксплуатацию радиорелейная станция (РРС) в Кисловодске, в 1964 году — РРС в Невинномысске, в 1965 году — ретрансляционная телевизионная станция в Ставрополе и радиорелейная линия Пятигорск — Ставрополь.
1 мая 1969 года УКВ-станция в Пятигорске включена в состав Ставропольского краевого радиоцентра (на основании приказа начальника Ставропольского краевого производственно-технического управления связи № 71 от 18 января 1969 года).
В 1969 году организована Ставропольская краевая радиотелевизионная передающая станция (приказом начальника Ставропольского краевого производственно-технического управления связи № 120 от 30 июня 1969 года).
1970—1980-е годы
В 1971—1975 годы осуществлялись работы по дальнейшему расширению сети телерадиовещания, а также по обеспечению устойчивого приема не менее двух телевизионных программ в крупных промышленных центрах края. Развитие телевизионного вещания шло по трем направлениям: обеспечение устойчивого приема Первой программы Центрального телевидения во всем крае; расширение зоны приема передач в цветном изображении; расширение зоны приема Второй программы Центрального телевидения.
В 1972 году началось строительство радиорелейной линии Пятигорск — Нефтекумск, ретрансляторной станции в Нефтекумске и мощной двухпрограммной РТС в Ставрополе телевизионной мачтой.
В 1973—1974 годах одновременно со строительством новых объектов телевещания проводилась реконструкция радиорелейной линии Пятигорск — Ставрополь с установкой аппаратуры для передачи цветного изображения.
В 1975 году в регионе была организована трансляция Второй программы Центрального телевидения. Сигнал передавался из Москвы по магистральной радиорелейной линии.
В 1970—1980 годы в Ставропольском крае создавалась сеть ретрансляторов малой мощности. Ретрансляторы устанавливались в наиболее удаленных и не обеспеченных телевидением населенных пунктах: Георгиевске (1977), Отказном (1980) и Левокумском (1977).
1990—2000-е годы
В 1993 году Ставропольский краевой радиотелевизионный центр приобрел статус государственного предприятия в соответствии с приказом Минсвязи Российской Федерации № 379 от 20 октября 1992 года «О порядке выделения телевизионных и передающих центров из состава ГСПИ „Россвязьинформ“.
В 1990—1997 годах строительство маломощных ретрансляторов продолжалось. Установлены и введены в эксплуатацию 32 телевизионных передатчика.
10 сентября 1998 года Ставропольский краевой радиотелевизионный передающий центр включен в состав ВГТРК (на основании Указа Президента России № 511 от 8 мая 1998 года и постановления Правительства от 27 июля 1998 года № 844.
1 января 2002 года Ставропольский радиотелецентр вышел из состава филиалов ВГТРК и вошел в качестве филиала в РТРС.

## Деятельность
В ходе реализации федеральной программы „Развитие телерадиовещания в Российской Федерации на 2009—2018 годы“ ставропольский филиал РТРС создал в Ставропольском крае цифровую телесеть из 68 передающих станций.
До перехода на цифровое телевидение в 33 селах и поселках края раньше вообще не было эфирных каналов, еще в трех был только один аналоговый. Более 206 тысяч жителей Ставрополья впервые смогли принимать местные программы.
Строительство осложнялось из-за рельефа местности. 27 объектов из 68 пришлось построить, чтобы охватить всего 4 % жителей Ставрополья. Охват жителей Ставропольского края услугами цифрового эфирного телерадиовещания составляет 97,54 %.
28 сентября 2016 года губернатор Ставропольского края Владимир Владимиров и генеральный директор РТРС Андрей Романченко подписали соглашение о сотрудничестве между правительством Ставропольского края и РТРС в области развития телерадиовещания в регионе.
25 марта 2019 года в Пятигорске заработала горячая линия по вопросам перехода на цифровое телевидение. Колл-центр действовал на базе Краевого центра информационных технологий.
6 апреля 2019 года в Ставрополе появилась телеаллея. Открытие состоялось в знак готовности Ставрополья к переходу на цифровое телевещание.
15 апреля 2019 года Ставропольский край отключил аналоговое вещание федеральных телеканалов и полностью перешла на цифровое телевидение.
12 июня 2019 года в Пятигорске прошла торжественная церемония запуска новой архитектурно-художественной подсветки радиотелевизионной станции на вершине горы Машук. В церемонии участвовал губернатор Владимир Владимиров.
15 июня 2019 года Владимир Владимиров и Андрей Романченко заложили первый камень на месте строительства центра подготовки специалистов в области цифрового теле- и радиовещания.
29 ноября 2019 года филиал начал вещание региональных блоков новостей телеканала „Майкопское городское телевидение“ в сетке телеканала „ОТР“.

## Организация вещания
РТРС транслирует в Ставропольском крае:
- 20 телеканалов и три радиостанции в цифровом формате;
- 17 телеканалов и девять радиостанций в аналоговом формате.

Инфраструктура эфирного телерадиовещания ставропольского филиала РТРС включает:
- краевой радиотелецентр;
- четыре производственных подразделения;
- центр формирования мультиплексов;
- 57 передающих станций;
- 31 антенно-мачтовых сооружений;
- 117 приемных земных спутниковых станций;
- 31 радиорелейных станций;
- 841,7 км радиорелейных линий связи[40].